# Jumpstag

Hier rot dargestellt

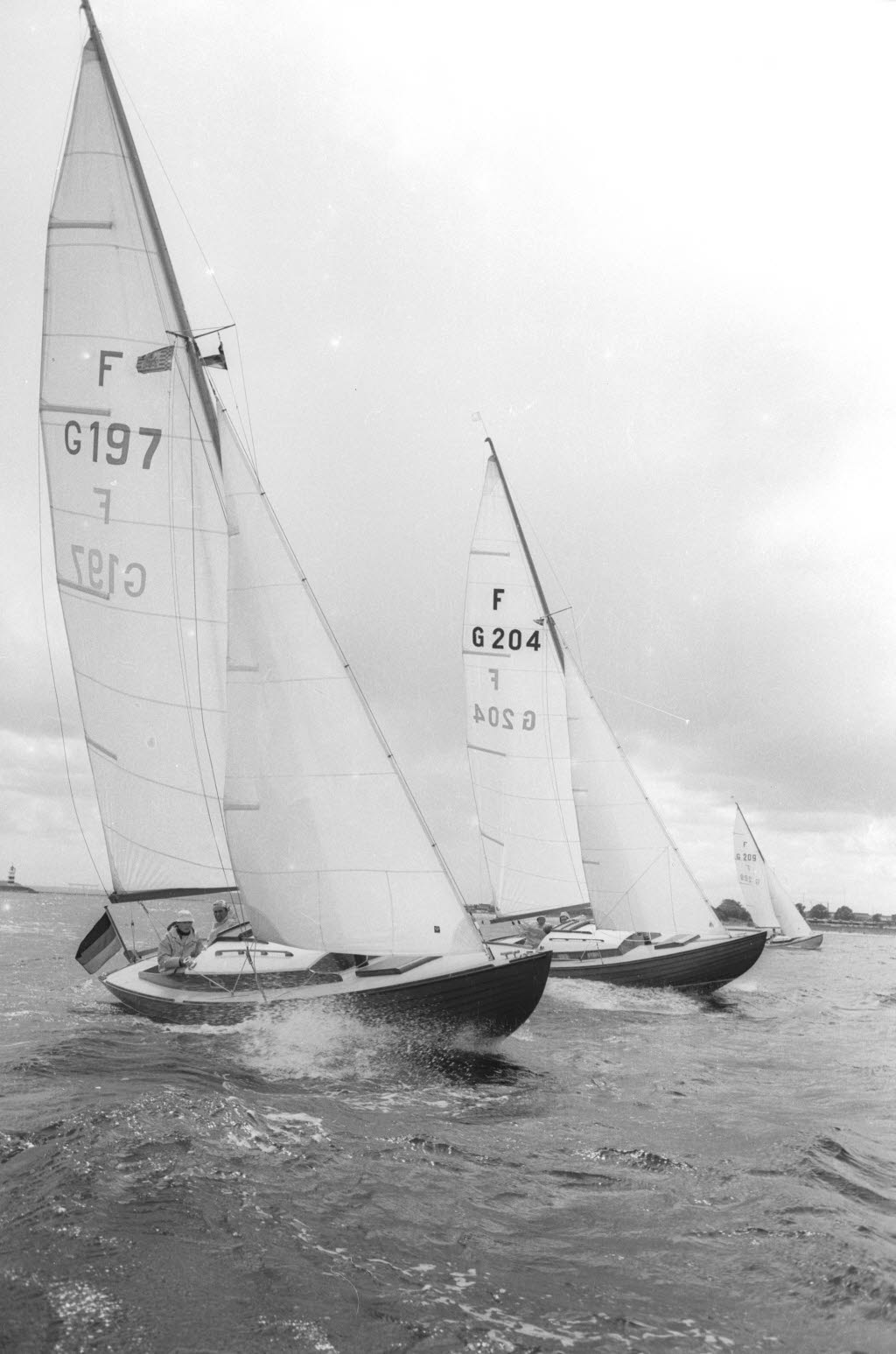
Folkeboote mit Jumpstag an der Kreuz

Ein Jumpstag (englisch jumper stay) ist ein Teil des stehenden Gutes eines Segelschiffes. Es dient als Teil der Takelage zur Versteifung eines Mastes.
Es gibt das Jumpstag in der Regel in zwei Ausführungen: als einfaches oder doppeltes Stag an der Vorderkante und in dem oberen Teil des Besanmastes oder des Großmastes (z. B. doppeltes Jumpstag beim Folkeboot). 
Durch eine Dreiviertel-Takelung greift das zum Bug hin (nach vorn) den Großmast fixierende Vorstag auf dreiviertel der Masthöhe an den Mast und nicht im Masttop. Das Jumpstag stabilisiert so das letzte Viertel bis zum Masttop, damit der obere Teil des Mastes richtig getrimmt (= eingestellt) werden kann. Diese Ausführungen gelten im wesentlich auch für den (hinteren) Besanmast, der nicht über ein Vorstag verfügt, da das Großsegel mit dem Großbaum sonst nicht frei beweglich und trimmbar wäre.
Die Jumpstagspreize spreizt das Jumpstag mit einer Saling und erhöht so die versteifende Wirkung auf den Mast.